# Ellen Rassow
Ellen Rassow, född Frost 19 januari 1881 i Ålborg, död 21 februari 1951, var en dansk skådespelare. Hon var syster till skådespelaren Christel Holch och gift med teaterchefen Knud Rassow.
Rassow var en av Danmarks största stumfilmsstjärnor och medverkade i en rad av de danska filmer som exporterades under 1910-talet. På teaterscenen gjorde hon olika gästspel bland annat som Kiki i Stockholm. När hennes man blev chef för Dagmarteatret drog hon sig bort från scenen och filmen. 

## Filmografi (urval)
- 1918 – Zigeunerprinsessen
- 1922 – Häxan
- 1926 – Flickorna på Solvik